# Adevismo
Adevismo (del sánscrito a-deva, "no-dios") es un término introducido por Friedrich Max Müller e implica la negación de los dioses, en particular, de los dioses legendarios del hinduismo. Müller lo utilizaba en las Gifford Lectures, en conexión con la filosofía Vedānta y los términos relacionados de ignorancia o nesciencia. En el contexto contemporáneo es difícil de encontrar, aunque aparece algunas veces para representar la falta de creencia en cualquier dios, en contraste con la descreencia específica en la deidad judeocristiana (Dios). No debe confundirse con el ateísmo que es la negación de un dios o dioses. Su uso es extremadamente raro en la escritura, probablemente por el uso frecuente del término ateísmo.